# Sissy Höfferer
Sissy Höfferer, née le 23 avril 1955 à Klagenfurt en Autriche, est une actrice autrichienne.

## Biographie
Après l'obtention de son baccalauréat, Sissy Höfferer réussit le concours d'entrée au Séminaire Max Reinhardt à Vienne. Elle connaît ses premiers succès au Residenztheater de Munich, où elle a été engagée de 1976 à 1980 et où elle joue aux côtés d’Ingmar Bergman, Heinz Baumann et Jürgen Flimm.
En 1979, elle fonde avec András Fricsay (en) (acteur hongrois) et son mari de l'époque, Jacques Breuer, la troupe théâtrale « Zauberflöte » (La flûte enchantée), dont elle fait partie jusqu’en 1984.
Elle joue fréquemment dans des séries télévisées et téléfilms allemands, elle incarne divers rôles dans des séries telles que Derrick , Le Renard ou Wolff, police criminelle.
En 2008, elle entame la longue série policière SOKO Köln (ZDF) où elle incarne la Commissaire en chef Karin Reuter.
De 2008 à 2015, elle a participé à un total de 170 épisodes. Au cours de la 12e saison, elle quitte la série télévisée .

## Filmographie (sélection)

### Films
- 1987 : The second victory de Gerald Thomas : Lotte Wikivill
- 2019 : Kirschblüten & Dämonen de Doris Dörrie : La mère d’Anita

### Téléfilms
- 1980 : Kolreportage de Peter Weck : Alice
- 1984 : Le Dernier Civil de Laurent Heynemann : Maria
- 1998 : Schmetterlingsgefühle de Peter Patzak : Theresa Bayer
- 2002 : Regentage de Wolfram Paulus :  Rosmarie Haller

### Séries télévisées
- 1977 : Tatort : Das Mädchen am Klavier : Babette Götz
- 1980 : Le Renard : Magdalena : Tilly Kowald
- 1981 : Inspecteur Derrick : La sixième allumette (Das sechste Streichholz) :  Irmgard Schneider
- 1982 : Inspecteur Derrick : Un voyage à Lindau (Die Fahrt nach Lindau) :  Ricarda Beck
- 1984 : Inspecteur Derrick : Les règles du jeu (Gangster haben andere Spielregeln) :  Maria Tobler
- 1984 : Le Renard : Deux cercueils (Zwei Särge aus Florida) : Uta Steinburger
- 1984 : Le Renard : Focal 1000 (Brennweite Tausend) : Helga Paulsen
- 1986 : Inspecteur Derrick : Une triste fin (Naujocks trauriges Ende) :  Martina
- 1987 : Le Renard : La dernière nuit (Die letzte Nacht) : Andrea Bossek
- 1988 : Inspecteur Derrick : Une affaire énorme (Da laüft eine Reisensache) :  Ruth
- 1989 : Inspecteur Derrick : La rose bleue (Blaue Rose) : Rubina
- 1990 : La Belle Anglaise : Entre collègues : Sylvie
- 1991 : Inspecteur Derrick : Tendresse fugitive (Wer bist du Vater?) :  Ilona Landeck
- 1991 : Le Renard : Puzzle (Das Puzzle) : Elke Wieland
- 1992 : Inspecteur Derrick : Une seconde vie (Kein treurer Toter) :  Elfriede Hohner
- 1992-1994 : Freunde fürs Leben (14 épisodes) : Birgit von Teuffel
- 1994 : Inspecteur Derrick : Fin du voyage (Eine endstation) :  Anna Kolpe
- 1994 : Inspecteur Derrick : La reine de la nuit (Nachtgebete) : Anita Kersky
- 1994 : Le Renard : Le numéro de la mort (Verschwunden… und nicht vermisst) : Katja Bach
- 1995 : Le Renard : Rien ne va plus (Nichts geht mehr) : Karola Pfaff
- 1995 : Wolff, police criminelle : Tabous (Tabu) : Jasmin Jansen
- 1995 : Rex, chien flic : Les cobayes (Tödliche dosis) : Ines Hausner
- 1995 : Tatort : Bienzle und der Mord im Park : Hanna
- 1997 : Stockinger : Tod in Saalbach : Mme Legerer
- 1997 : Un cas pour deux : Le Gentleman (Kalte Abreise) : Brigitte Bacher
- 1997 : Le Renard : Le consul (Ein ehrenwerter Mann) : Sabine Schulz
- 1997 : Le Renard : La loge interdite (Mörderisches Spiel) : Senta Fröhlich
- 1998 : Le Renard : La chienne du musicien (Der Mann mit dem Hund) : Mme Kreutzer
- 1999 : Siska : La vie ne tient qu’à un fil de soie (Am seidenen Faden) : Peggy Heise
- 1999-2003 : Julia – Eine ungewöhnliche Frau (49 épisodes) : Erna Strubreiter
- 1999-2004 : Les enquêtes du Professeur Capellari (13 épisodes) : Karola Geissler
- 2000 : Tatort : Viktualienmarkt : Bernadette König
- 2001 : Soko brigade des stups : Tot an der Fahen : Le Dr Alexandra Seckendorff
- 2003 : Polizieruf 110 : Kopf in der Schlinge : Maria Steinert
- 2006 : Soko brigade des stups : Du sollst nich töten : Marie-Luise Ahlgrimm
- 2008 : En quête de preuves : Cas de conscience (Das Versprechen) : Regine Wasdrak
- 2008-2016 : SOKO Köln (177 épisodes) : Karin Reuter

## Distinction
- 1980 : Actrice de l’année, prix décerné par le magazine Theater Heute
- 1986 : Prix de l’acteur allemand : Le Prix de l'acteur allemand est un prix de la Bundesverbandregie (association professionnelle d'artistes qui représente depuis 1975 les     intérêts artistiques, sociaux, juridiques et économiques des cinéastes en  Allemagne). Le symbole du prix est un bronze coulé des chaussures originales de Charlie Chaplin